# Piauí
Piauí és un estat localitzat al nord-oest de la Regió Nord-est del Brasil. Té per límits l'estat de Maranhão a l'oest; l'oceà Atlàntic al nord; els estats de Ceará i Pernambuco a l'est; i la Bahia i part de l'estat de Tocantins al sud. Té 1,64% de la població del Brasil. La seva capital i la ciutat de Teresina.

## Relleu
El relleu de Piauí comprèn planes costaneres i d'al·luvió en els marges del riu Parnaíba i dels seus afluents, al centre i al nord de l'Estat. Al llarg de les fronteres amb Ceará, Pernambuco i Bahia, en les chapadas (altiplans) d'Ibiapaba i del Araripe, a est, i de Tabatinga i Mangabeira al sud, es troben les més grans altituds de l'estat, situades entorn dels 900 metres d'altitud. Entre aquestes zones elevades i el curs dels rius que flueixen a través de l'estat (els principals: Parnaíba, Gurguéia, Fidalgo i Urubu Preto), es troben formacions planes, vorejades per escarpats accentuats, resultants de l'acció erosiva de les aigües.

## Economia
Piauí és un dels estats més pobres del Brasil, i participa solament amb 0,5% del Producte Intern Brut del país. Els serveis representen més de 60% del PIB, l'agricultura i ramaderia representen 9,1% i la indústria 26,3% (dades de 2002). El principal centre de comerç de l'estat és la capital, Teresina.
Els principals productes exportats són: cera vegetal (extreta de palmells), soia (introduïda en l'estat en els anys 1990), robes, drupa d'anacard, crancs i uns altres crustacis, i cuir. No hi ha moltes i variades indústries (els principals productes industrialitzats veuen d'altres regions). La ramaderia és feta de manera extensiva, principalment per a consum intern. L'est i el sud de l'estat sofreixen amb les sequeras periòdiques del Sertão brasiler, que afecten la ramaderia i agricultura, i produeixen l'èxode de persones per a altres regions i per a les grans ciutats.
El turisme té algun potencial en el litoral (en el delta del riu Parnaíba, en la divisa amb l'estat de Maranhão) i en els Parcs Nacionals de Sete Cidades ("Set Ciutats") i de la Serra da Capivara, situats al sud de l'estat. Però aquests dos parcs nacionals sofreixen amb la falta d'accessos més fàcils que permetin un nombre significatiu de visitants. Així, el turisme representa poc per al PIB de l'estat. El Parc Nacional de la Serra da Capivara és també considerat un Patrimoni de la Humanitat per la UNESCO per seves pintures rupestres.